# GDDR4
GDDR4 (Graphic Double Data Rate 4) je typ paměti navržený speciálně pro GPU namísto DDR. Využívá 4 bitů za 1 takt a díky tomu při frekvenci 1 GHz je efektivní frekvence 2 GHz. Čipy začala produkovat firma Samsung roku 2006. Oproti jeho předchůdci GDDR3 měly ale vyšší latence při malém zvýšení frekvencí. Kvůli tomu se mezi výrobci moc neuchytily a raději přešli přímo na jeho nástupce GDDR5.
Paměťové čipy jsou letovány na některé grafické karty Radeon X1000 a HD 2000.